# Hydrus-I-Zwerggalaxie
Die Hydrus-I-Zwerggalaxie, kurz auch Hydrus I oder Hydrus 1, ist eine im Jahr 2018 entdeckte Zwerggalaxie des Typs dSph im Sternbild Kleine Wasserschlange in der Lokalen Gruppe und eine der Satellitengalaxien der Milchstraße zwischen den beiden Magellanschen Wolken in der Magellanschen Brücke.

## Eigenschaften
Hyi I dSph besitzt bei einem Masse zu Leuchtkraftverhältnis M/L von etwa 66 einen Halblichtradius von {\displaystyle r_{h}=6{,}64_{-0{,}43}^{+0{,}46}} Bogenminuten, was bei einer Entfernung von etwa 28 kpc einer Größe von (53,3 ± 3,6) pc entspricht.
Die Zwerggalaxie beherbergt einen extrem kohlenstoffreichen und metallarmen Stern mit [Fe/H] = -3,2 und [C/Fe] = +3.0.

## Weiteres
- Liste der Galaxien der Lokalen Gruppe